# Hendrik Van Crombrugge
Hendrik Van Crombrugge (* 30. April 1993 in Löwen) ist ein belgischer Fußballspieler. Er steht beim belgischen Erstdivisionär KRC Genk unter Vertrag und gehört zum Kader der belgischen Nationalmannschaft.

## Karriere

### Verein
Der in Löwen in der Provinz Flämisch-Brabant geborene Hendrik Van Crombrugge begann mit dem Fußballspielen im Jahr 1999 beim rund 20 Kilometer entfernten FC Meensel-Kiezegem in der Ortschaft Tielt-Winge, bevor er über VV Houtem und KVK Tienen in der Ortschaft Tienen in die Fußballschule des Erstligisten VV St. Truiden wechselte. 2008 schloss er sich der Fußballschule des rund 40 Kilometer entfernten Ligakonkurrenten Standard Lüttich an. Nach drei Jahren kehrte er Ende August 2011 nach St. Truiden zurück und machte sein Debüt am 9. September 2011 im Alter von 18 Jahren im Heimspiel gegen KRC Genk, das er und sein Team 3:4 verloren. Diese Partie blieb sein einziger Einsatz und Ende Januar 2013 wurde sein Vertrag aufgelöst. 
Noch im Jahre 2013 schloss sich Van Crombrugge KAS Eupen an. Seit seinem Pflichtspieldebüt am 25. September 2013 bei der 0:7-Niederlage in der sechsten Runde im Belgischen Fußballpokal gegen den RSC Anderlecht absolvierte er – nach anfänglichen Schwierigkeiten – insgesamt 179 Wettbewerbsspiele. Dabei stieg Van Crombrugge mit dem Klub aus der deutschsprachigen Teil Belgiens 2016 in die höchste belgische Spielklasse auf und schaffte in jedem Jahr dem Klassenerhalt.
Am 1. August 2019 wechselte er zum RSC Anderlecht. Er erhielt dort einen Vertrag mit einer Laufzeit von vier Jahren. Dort eroberte sich Van Crombrugge einen Stammplatz und absolvierte bis zum Saisonabbruch aufgrund der Corona-Krise alle 28 Partien der Saison. (Am 1. Spieltag stand er noch im Dienst der KAS Eupen.) Dabei waren 12 Spiele, in denen er kein Tor kassierte.
Nachdem Vincent Kompany Mitte August 2020 seine Spielerkarriere beendet hatte, wurde Van Combrugge neuer Kapitän des RSC Anderlecht. Anfang November 2020 wurde sein Vertrag bis Sommer 2025 verlängert. Infolge einer Rückenverletzung bestritt er in der Saison 2020/21 nur 12 von 40 möglichen Ligaspielen für den RSC Anderlecht. Nach dem 8. November 2020 gegen KAA Gent erfolgte sein nächster Einsatz erst wieder mit Beginn der Saison 2021/22.
In der Saison 2021/22 waren es dann wieder 39 von 40 möglichen Ligaspielen für Anderlecht, davon 11 ohne Gegentor, sowie alle sechs Pokalspiele und alle vier Qualifikationsspiele zur Conference League. In der Saison 2022/23 wurde er bei 17 von 34 möglichen Ligaspielen eingesetzt sowie einem Pokalspiel und zehn Europapokal-Spielen. Dabei waren in der Liga drei Spiele ohne Gegentor. Ab dem Jahreswechsel 2022/23 wurde er nicht mehr eingesetzt.
Mitte Juli 2023 wechselte er zum Ligakonkurrenten KRC Genk, bei dem er einen Vertrag mit einer Laufzeit von drei Jahren mit der Option der Verlängerung um ein weiteres Jahr unterschrieb. In seiner ersten Saison wurde er nur bei zwei Pokalspielen und zwei Spielen in der Conference League eingesetzt.

### Nationalmannschaft
Van Crombrugge absolvierte drei Partien für die belgische U15-Elf, ein Spiel für die belgische U16-Mannschaft, drei Einsätze für die belgische U17-Nationalmannschaft und vier Partien für das belgische U18-Team. Am 21. Mai 2019 wurde Van Crombrugge zum ersten Mal, nach mehreren Malen in der Vorauswahl, für die belgische Nationalmannschaft zur EM 2020 Qualifikation gegen Schottland und Kasachstan als vierter Torhüter hinter Thibaut Courtois, Simon Mignolet und Matz Sels nominiert.
Sein bisher einziges Spiel für die A-Mannschaft absolvierte er am 8. Oktober 2020, als er beim Testspiel gegen die Elfenbeinküste 13 Minuten vor Spielende eingewechselt wurde.

## Sonstiges
Van Crombrugge und seine Partnerin Tania sind am 7. Oktober 2020 zum zweiten Mal Eltern eines Sohnes geworden.